# VIH/sida en Ucrania
El VIH/sida en Ucrania es una de las epidemias de más rápido crecimiento en el mundo. Ucrania tiene una de las tasas más altas de aumento de casos de VIH/Sida en Europa del Este y la prevalencia de VIH más alta fuera de África. Los expertos estimaron en agosto de 2010 que el 1,3 por ciento de la población adulta de Ucrania estaba infectada con el VIH, la cifra más alta de toda Europa. A finales de 2011, Ucrania contaba con 360.000 personas seropositivas (aumento de la tasa cercano a cero en comparación con 2010). Entre 1987 y finales de 2012, 27.800 ucranianos murieron de Sida. En 2012, las pruebas revelaron 57 nuevos casos de ucranianos VIH positivos cada día y 11 muertes diarias relacionadas con el Sida(en una población de aproximadamente 45 millones en ese momento).
Identificado en la República Socialista Soviética de Ucrania en 1987, el VIH/Sida parecía estar confinado a una pequeña población hasta mediados de la década de 1990, cuando surgió una epidemia repentina y explosiva entre los usuarios de drogas inyectables y las prostitutas en un contexto de grave crisis económica y colapso. del sistema soci osanitario. Según los datos informados en 2015, la epidemia sigue aumentando, pero no se limita a un pequeño grupo de usuarios de drogas y parece acelerarse en todas las partes de la población ucraniana con un número creciente de mujeres infectadas.. Ucrania tiene una de las tasas más altas de aumento de casos de VIH/Sida en Europa del Este y la mayor prevalencia del VIH en adultos fuera de África.

## Situación

### Propagación del Sida
El VIH llegó oficialmente al territorio de la antigua Unión Soviética en 1987, unos 5 años después de que se descubriera el virus. Hasta 1995, solo había unos pocos casos conocidos de infecciones por el VIH en Ucrania. Por lo tanto, la Organización Mundial de la Salud (OMS) consideró que el país era de "bajo riesgo" en términos de propagación en ese momento. Entre 1987 y 1994, se informaron 183 infecciones.
A mediados de la década de 1990, la transmisión era principalmente a través del uso de drogas inyectables. Sin embargo, en 2001, la proporción de casos nuevos de VIH/Sida atribuibles al uso de drogas inyectables había disminuido del 84 % en 1997 al 57 %. Durante ese tiempo, la transmisión heterosexual aumentó del 11 % al 27 %, y la transmisión perinatal aumentó del 2% al 13% como proporción del total de casos.

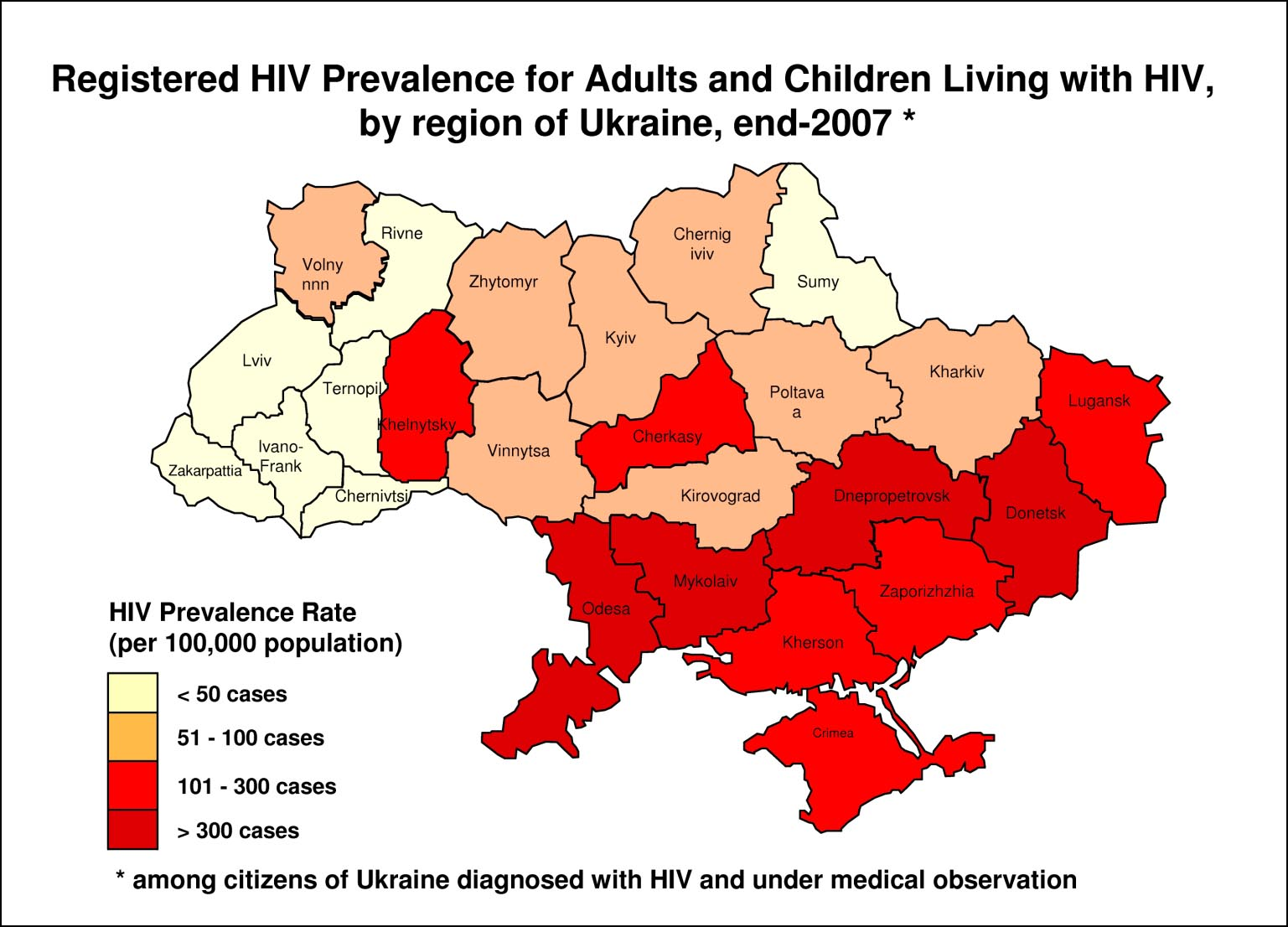
Prevalencia del VIH registrada en Ucrania (finales de 2007)

ONUSIDA estima que el número de personas infectadas por el VIH/Sida en 2003 fue de 360.000 (rango de 180.000 a 590.000), lo que representa una prevalencia en adultos del 1,4%. Según el Ministerio de Salud, que estima que para 2002 había más de 500.000 personas infectadas o casi el 2% de la población adulta, la epidemia ahora se ha extendido a todos los oblast del país. La prevalencia en los oblasts del sur y del este ( Odessa , Mykolaiv , Dnipropetrovsk y Donetsk ) es aproximadamente tres veces mayor que las tasas en el resto del país. Una de las principales razones de esto es el hecho de que las regiones urbanizadas e industrializadas del este y sur de Ucrania fueron las que más sufrieron la crisis económica de los años 90, que a su vez condujo a la propagación del desempleo, el alcoholismo y el abuso de drogas, estableciendo así el condiciones para una mayor propagación de la epidemia.
De 1995 a 2007, el medio principal de transmisión del VIH fue el uso de drogas inyectables, pero en 2008, el contacto sexual superó al uso de drogas inyectables como forma principal de transmisión.. En 2009, casi el 44 % de las nuevas infecciones ocurrieron por transmisión sexual y el 36 % por el uso de drogas inyectables (según USAID ; según CSIS en 2009, la proporción de nuevos casos de VIH/Sida atribuibles al uso de drogas inyectables fue 60%)..
En 2007, se estimó que alrededor del 0,96 por ciento de los ucranianos, o unos 440.000 ciudadanos, vivían con el VIH/Sida, por debajo del 1,46 por ciento de la población en 2005, o 685.600 ciudadanos, según ONUSIDA. El número de casos de VIH/Sida en Ucrania se redujo en 200 o un 3,9% a 4.900 en el período de enero a noviembre de 2008, en comparación con el período correspondiente del año pasado. En 2007 la mayoría de los infectados eran menores de 30 años; con un 25% completo de los afectados aún en la adolescencia.
Aunque el VIH/Sida había permanecido concentrado entre las poblaciones marginadas y vulnerables, en 2008 se temía que pudiera estar propagándose a la población en general. Según el Ministerio de Salud, Ucrania ya ha superado las proyecciones “optimistas” de una tasa de VIH/Sida del 2 % en 2010.
Según el Ministerio de Salud de Ucrania , la tasa de infección por el VIH se redujo en un 6,7 % y la mortalidad por Sida se redujo en un 7,9 % en 2014.

### Propagación del Sida en las prisiones
Entre 1996 y 2001, alrededor del 26 por ciento en varias prisiones de Ucrania dieron positivo al VIH. En un estudio de enero de 2005, entre el 15 y el 30 por ciento de los reclusos resultaron seropositivos.
A principios de 2005, las tasas de hasta el 95 por ciento de los presos resultaron positivos para la hepatitis C.
A principios de 2010 había más de 147.000 personas detenidas en prisiones y más de 38.000 en centros de detención preventiva en Ucrania.

### Propagación del Sida entre los niños
El número de niños con Sida en Ucrania va en aumento, ya que el número de madres con VIH crece entre un 20 y un 30 % al año. Según Naciones Unidas, el número de mujeres embarazadas con VIH fue del 0,34% en 2007, que fue el índice más alto de Europa. Según las Naciones Unidas, de casi 18.000 niños nacidos de madres seropositivas en Ucrania, 10.200 niños no han contraído el VIH y otros 5.500 niños menores de dieciocho meses aún no han recibido los resultados finales de un examen. En Ucrania, 1.877 niños han sido confirmados como seropositivos y 244 han muerto de Sida. Las Naciones Unidas señalan que el programa de prevención de la transmisión maternoinfantil del VIH en Ucrania ha reducido la proporción de dicha transmisión del 27% del número de casos de VIH en 2000 al 7% en 2006. Según el Ministerio de Salud de Ucrania, la transmisión del VIH de madre a hijo fue del 4,28 % en 2014 en comparación con el 29 % en 2004.
La propagación del VIH entre los niños de la calle ucranianos atrajo mucho interés de investigación especial debido a su estilo de vida arriesgado. Según los datos obtenidos, alrededor del 15,5% de los menores de la calle en Ucrania usaron drogas inyectadas al menos una vez, el 9,8% de los niños informaron haber tenido sexo anal cuando solo el 36% de ellos reconoció haber usado condones durante su encuentro sexual más reciente.

## Medidas preventivas
Desde 2001 hasta junio de 2015, a los ciudadanos ucranianos seropositivos se les prohibió viajar al extranjero y se prohibió la entrada a Ucrania a los extranjeros seropositivos.

### Programas de reducción de daños

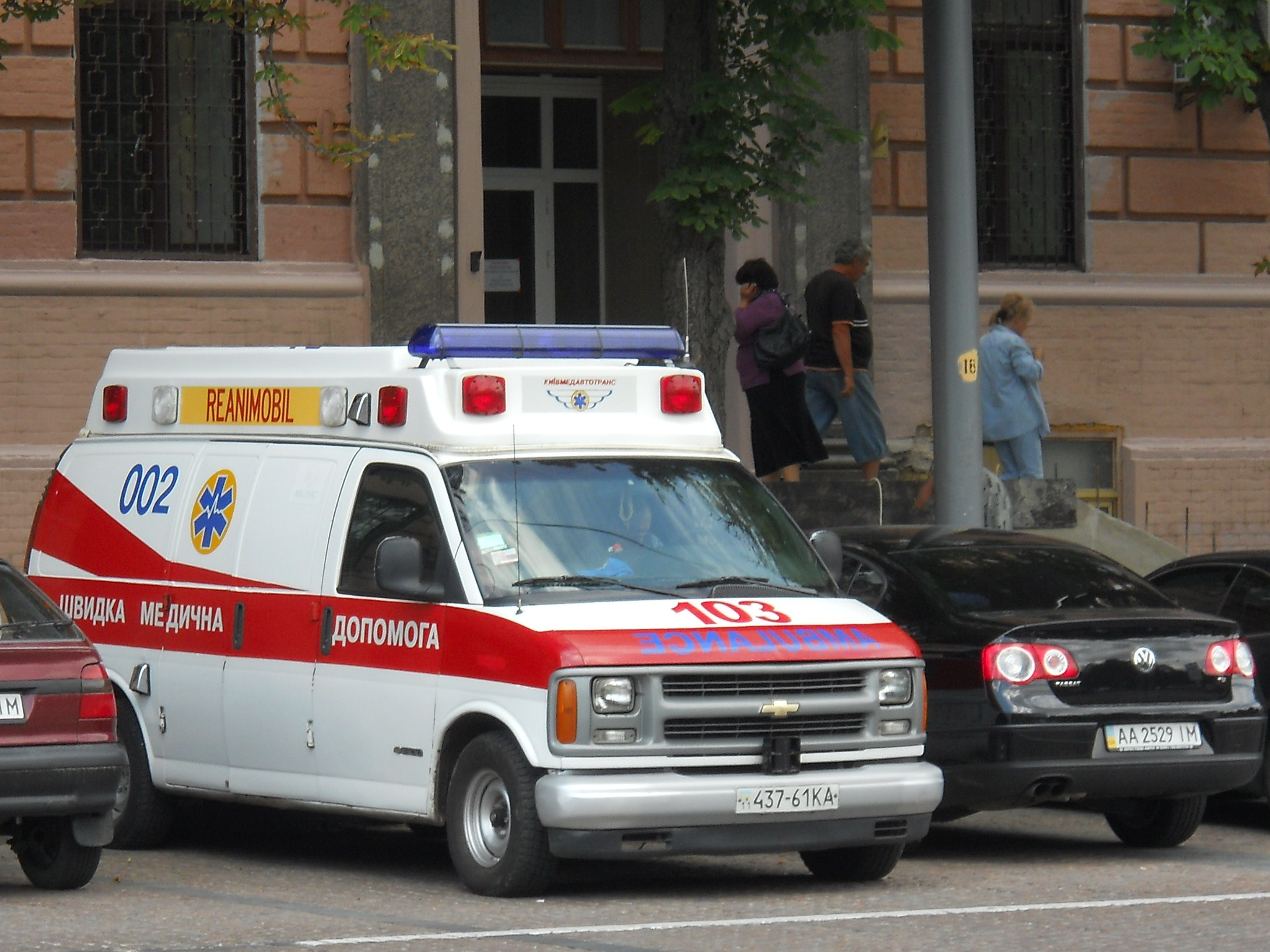
Una ambulance en Kiev

Desde 2003, se han introducido programas de sustitución de drogas en Ucrania. A fines de septiembre de 2008, se ofrecieron a unas 2200 personas en 38 lugares. Se dispensa principalmente buprenorfina (marca registrada 'Subutex'), que es significativamente más costosa que la metadona. También se usa con menos frecuencia y se investiga a fondo en todo el mundo. Sin embargo, la buprenofina es más aceptada por la sociedad y los políticos porque se considera un analgésico. La metadona, por el contrario, se considera una droga suscrita a expensas del público.
En 2012, los pacientes y los grupos de defensa se quejaron de la escasez ocasional de suministros en las clínicas de Sida de Ucrania. En junio de 2012, grupos de defensa acusaron a los funcionarios del Ministerio de Salud de malversar dinero que debería usarse para tratar a pacientes con Sida al comprar medicamentos contra el Sida a precios enormemente inflados y luego recibir sobornos.
En la Guerra de Donbass , las autoridades separatistas de la República Popular de Donetsk y la República Popular de Luhansk prohibieron la metadona y la terapia de sustitución y adoptaron una línea dura con la adicción a las drogas y prohibieron la mayoría de las organizaciones médicas internacionales. Como resultado, las personas que vivían con el VIH/Sida huyeron de las áreas controladas por los separatistas.

## Respuesta nacional
El entorno político y legal en Ucrania es generalmente favorable para combatir la propagación del VIH/Sida, pero existe una brecha entre las políticas y leyes a nivel nacional y las prácticas a nivel local. El Comité Nacional del Sida se estableció en 1992 pero se disolvió en 1998 debido a disputas presupuestarias. En 1999, el gobierno creó el Consejo Nacional de Coordinación del Control del Sida bajo el mandato del Gabinete y ordenó que todas las regiones establecieran programas de prevención del VIH. En 2001 se aprobó un plan nacional de lucha contra el VIH/Sida; sus objetivos incluían prevenir una mayor propagación del VIH, desarrollar la capacidad para tratar a las personas infectadas y brindar apoyo social y asesoramiento a las personas que viven con el VIH/Sida.
Aunque la ley de VIH/Sida es una de las más progresistas de la región, el gobierno todavía trata el VIH/Sida principalmente como un problema médico. Las actividades de prevención han sido financiadas en gran medida por organizaciones internacionales. Debido a que las pruebas del VIH se limitan a las instalaciones del gobierno, las personas en mayor riesgo no están siendo alcanzadas, ya que las poblaciones marginadas son las que tienen menos probabilidades de utilizar las instalaciones del gobierno. El estigma de la profesión médica contra las personas que viven con el VIH/Sida es una barrera importante para acceder a la información y los servicios.
El 10 de diciembre de 2010 se lanzó el primer grupo ucraniano de defensa de/para pacientes ucranianos con Sida.